# Ape Escape (serie)
Ape Escape è una serie di videogiochi prodotti da Sony Computer Entertainment; il primo gioco della serie è stato Ape Escape, uscito nel 1999 per PlayStation.

Il logo della serie

## Giochi

### Serie principale
- Ape Escape (PlayStation) - giugno 1999[1]
- Ape Escape 2  (PlayStation 2) - luglio 2001[2]
- Ape Escape: On the Loose/P (PlayStation Portable) (remake di Ape Escape) - marzo 2005[3]
- Ape Escape 3 (PlayStation 2) - luglio 2005

### Serie secondarie
- Pipo Saru 2001 (PS2) (solo in Giappone) - luglio 2001[4]
- Ape Escape Million Monkeys  (PS2) (solo in Giappone) - luglio 2006
- Ape Escape Racing (PSP) (solo in Giappone) - dicembre 2006[5]
- Ape Escape: SaruSaru Big Mission (PSP) (solo in Giappone) - luglio 2007
- Ape Quest (PSP) (pubblicato esclusivamente sul PlayStation Store in Nord America ed Europa, e nel formato fisico UMD con il titolo Piposaru Senki in Giappone) - gennaio 2008[6]

### Party games
- Ape Escape: Pumped & Primed (PS2) (solo in Giappone e USA) - luglio 2004[7]
- EyeToy: Monkey Mania  (PS2) - agosto 2004[8]
- Ape Academy (PSP) - dicembre 2004[9]
- Ape Academy 2 (PSP) (solo in Giappone ed Europa) - dicembre 2005[10]
- PlayStation Move Ape Escape (o anche Ape Escape On The Move) (PlayStation 3) - dicembre 2010

## Personaggi

Specter in Ape Escape 3

- Kakeru (Spike nella versione americana ed europea), il protagonista della saga.
- Hiroki (Jake nella versione americana, Buzz nella versione europea), il migliore amico di Spike.
- Hakase (The Professor nella versione americana, Il Professore nella versione europea).
- Natsumi (Natalie nella versione americana, Katie nella versione europea), la nipote del professore.
- Specter, il principale nemico della serie.

## Altri media
- Ape Escape (corti) (cortometraggi animati)
- Saru Get You -On Air- (serie anime basata sul franchise)
- Ape Escape (serie animata) (serie a cartoni animati prodotta dallo studio americano Frederator Studios)
- Ape Escape (manga) (serie manga pubblicata sulla rivista CoroCoro Comic)

## Apparizioni
- Monster Rancher 4[11]
- Everybody's Golf 4[12]
- Ratchet & Clank[12]
- Metal Gear Solid 3: Snake Eater[13]
- LittleBigPlanet[14]
- PlayStation All-Stars Battle Royale[15]